# Wszechrosyjska Państwowa Kompania Telewizyjna i Radiowa
Wszechrosyjska Państwowa Kompania Telewizyjna i Radiowa (WGTRK; ros. Всероссийская государственная телевизионная и радиовещательная компания, ВГТРК; trb. Wsierossijskaja gosudarstwiennaja tielewizionnaja i radiowieszczatielnaja kompanija) – główny publiczny nadawca radiowo-telewizyjny na terenie Federacji Rosyjskiej.
WGTRK powołał do życia Borys Jelcyn. Powstało 14 lipca 1990, czyli jeszcze w czasie istnienia ZSRR.
Początkowo w ramach WGTRK funkcjonowało jedynie radio. 10 grudnia 1990 rozpoczęło emisję Radio Rossii (ros. Радио России). 13 maja 1991 uruchomiono pierwszy kanał telewizyjny – obecną Rossiję 1.
Od 1993 WGTRK ma status nadawcy ogólnopaństwowego. Od 1998 roku działa jako holding i jest w całości własnością państwa.
W latach 1993–2022 była aktywnym członkiem Europejskiej Unii Nadawców (EBU) jako All-Russia State Television and Radio Broadcasting Company (RTR), została wykluczona z organizacji z powodu inwazji Rosji na Ukrainę.

## Obecne kanały WGTRK

### Radio
- Radio Junost (Радио Юность) – dla młodzieży
- Radio Majak(inne języki) (Радио Маяк) – AC
- Radio Rossii(inne języki) (Радио России) – talk radio
- Radio Rossii – Kultura (Радио России – Культура) – kultura
- Wiesti FM (Вести ФМ) – wiadomości

### Telewizja
- Rossija 1 (Россия 1)
- Rossija 24 (Россия 24) – informacje
- Rossija K (Россия К) – kultura
- Karusel (Карусель) – dla dzieci
- RTR Płanieta (РТР-Планета) – profil międzynarodowy
- rosyjskojęzyczna wersja kanału Euronews (Euronews-Россия)

kanały cyfrowe:
- Mult (Мульт) – kanał dla dzieci
- Ani – kanał nadający bajki z innych krajów
- Rosyjski Roman (Русский Роман) – kanał romantyczny
- Rosyjski Detektyw (Русский детектив) – kanał nadający filmy kryminalne
- Rosyjski Bestseller (Русский бестселлер) – kanały nadający najlepsze filmy rosyjskie
- Mosfilm Złota Kolekcja (Мосфильм. Золотая коллекция) – kanał nadający filmy studia Mosfilm
- Mama (Мама) – kanał poświęcony o wychowaniu dzieci
- Komedia (Комедия) – Kanał komediowy
- Cinema – kanał nadający filmy z innych krajów
- Doktor (Доктор) – kanał nadający porady dla chorych
- Historia (История) – kanał nadający programy historyczne
- Żyjąca Planeta (Живая планета) – kanał o zwierzętach rozwijacie kanału Moja Planeta
- NST TV (НСТ ТВ) – kanały który nadaje horrory
- Techno 24 (Техно 24) – kanał relacjonujący najnowsze osiągnięta rosyjskiej nauki
- Straszne HD (Страшное HD) – kanał nadający filmy i seriale gatunku Mistyka nadający w jakości HD
- FAN – kanał nadający anime
- Moja planeta (Моя планета) – kanał dokumentalny
- Nauka (Наука) – Kanał Naukowy
- Sarafan TV (Сарафан ТВ) – kanał rozrywkowy
- Multimuzyka (Мультимузыка) – kanał muzyczny dla dzieci
- Kinomult
- Mi Planeta
- Moolt
- Romance
- My Planet
- Patriot

dla zagranicy:
- RTR-Biełarus (РТР-Беларусь) – kanał dla Białorusi

Kanały zlikwidowane
- Rossija 2
- Rossija HD
- Sport 1
- Sport
- Bibigon
- 24 DOC
- Strana
- Planeta Sport
- 2 Sport 2
- Rossijskije universitety
- Meteor-Sport
- Meteor-Kino
- Boytsovskiy klub
- Park razvlecheniy
- Sovershenno sekretno
- Nastoyashcheye smeshnoe televideniye
- Go
- Tlum HD
- Bestseller
- Planeta HD